# Lista de prefeitos de Balsas
Esta é a lista de prefeitos do município de Balsas, estado brasileiro do Maranhão.
A cidade foi fundada por Antônio Jacobina e tem como data o dia 22 de março de 1918. Sendo primeiramente município de Riachão, transformando-se em cidade na gestão do Coronel Thucydides Barbosa.
Não se tem ao certo o período dos mandatos dos primeiros a ocuparem a Prefeitura Municipal de Balsas.
| Nº                                                    | Nome                                                                          | Imagem                                           | Partido                                                | Início do mandato       | Fim do mandato                          | Observações                                                       |
| Primeira República (1889–1930)                        |                                                                               |                                                  |                                                        |                         |                                         |                                                                   |
| 1                                                     | José Leão                                                                     |                                                  | Partido Republicano Constitucional [carece de fontes?] | 22 de março de 1918     | 25 de fevereiro de 1922                 | Prefeito nomeado                                                  |
| 2                                                     | Antônio Pereira da Rocha Zica                                                 |                                                  | Partido Republicano Maranhense [carece de fontes?]     | 25 de fevereiro de 1922 | 20 de janeiro de 1923                   | Prefeito nomeado                                                  |
| 3                                                     | Melquíades Moreira                                                            |                                                  | Partido Republicano Maranhense [carece de fontes?]     | 20 de janeiro de 1923   | 1° de março de 1924                     | Prefeito nomeado                                                  |
| 4                                                     | José Pereira Reis                                                             |                                                  | Partido Republicano Maranhense [carece de fontes?]     | 1º de março de 1924     | 15 de dezembro de 1924                  | Prefeito nomeado                                                  |
| 5                                                     | Garibaldi Nunes                                                               |                                                  | Partido Republicano Maranhense [carece de fontes?]     | 15 de dezembro de 1924  | 31 de dezembro de 1924                  | Prefeito nomeado                                                  |
| 6                                                     | Thucydides Barbosa                                                            |                                                  | Partido Liberal PL                                     | 1º de janeiro de 1925   | 1º de março de 1930                     | Prefeito nomeado                                                  |
| Segunda e Terceira República — Era Vargas (1930–1945) |                                                                               |                                                  |                                                        |                         |                                         |                                                                   |
| 7                                                     | Acendino Pereira de Aragão                                                    |                                                  | Partido Liberal PL                                     | 1º de março de 1930     | 14 de junho de 1936                     | Prefeito nomeado                                                  |
| 8                                                     | Dr. Paulo Ramos                                                               |                                                  | Partido Liberal PL                                     | 14 de junho de 1936     | 14 de abril de 1940                     | Prefeito nomeado                                                  |
| 9                                                     | Didácio Coelho dos Santos                                                     |                                                  | PPB                                                    | 15 de abril de 1940     | 28 de novembro de 1944                  | Prefeito nomeado                                                  |
| Quarta República (1945–1964)                          |                                                                               |                                                  |                                                        |                         |                                         |                                                                   |
| 10                                                    | Lauro Maranhão dos Reis                                                       |                                                  | PPB                                                    | 29 de novembro de 1944  | 31 de dezembro de 1948                  | Prefeito nomeado                                                  |
| 11                                                    | Edísio Cesário da Silva                                                       |                                                  | Partido Trabalhista Brasileiro PTB                     | 1º de janeiro de 1949   | 31 de dezembro de 1953                  | Prefeito eleito em sufrágio universal                             |
| 12                                                    | Roosevelt Moreira Kury                                                        |                                                  | Partido Social Progressista PSP                        | 1º de janeiro de 1954   | 31 de dezembro de 1958                  | Prefeito eleito em sufrágio universal                             |
| 13                                                    | Alexandre Pires                                                               |                                                  | União Democrática Nacional UDN                         | 1º de janeiro de 1959   | 31 de dezembro de 1963                  | Prefeito eleito em sufrágio universal                             |
| Quinta República (1964–1985)                          |                                                                               |                                                  |                                                        |                         |                                         |                                                                   |
| 14                                                    | Didácio Coelho dos Santos                                                     |                                                  | Partido Social Democrático PSD                         | 1º de janeiro de 1964   | 31 de dezembro de 1967                  | Prefeito eleito em sufrágio universal                             |
| 15                                                    | Joaquim Coelho e Silva                                                        |                                                  | Aliança Renovadora Nacional ARENA                      | 1º de janeiro de 1968   | 31 de dezembro de 1972                  | Prefeito eleito em sufrágio universal                             |
| 16                                                    | Paulo de Tarso Fonseca (??–Araguaína, 06.02.2014)                             |                                                  | Aliança Renovadora Nacional ARENA                      | 1º de janeiro de 1973   | 31 de dezembro de 1976                  | Prefeito eleito em sufrágio universal                             |
| 17                                                    | Jorge Clemanciau Moreira Cury (Balsas, 04.06.1922–02.01.2018)                 |                                                  | Partido Democrático Social PDS                         | 1º de janeiro de 1977   | 31 de janeiro de 1983                   | Prefeito eleito em sufrágio universal                             |
| 18                                                    | José Bernardino Pereira da Silva (Balsas, 26.08.1938– Imperatriz, 18.04.1984) |                                                  | Partido Democrático Social PDS                         | 1° de fevereiro de 1983 | 10 de abril de 1984                     | Prefeito eleito em sufrágio universal, falecido durante o mandato |
| Sexta República, ou Nova República (1985–presente)    |                                                                               |                                                  |                                                        |                         |                                         |                                                                   |
| 19                                                    | Heliodoro Sousa (Balsas, 09.08.1939–)                                         |                                                  | Partido Democrático Social PDS                         | 10 de abril de 1984     | 31 de dezembro de 1988                  | Vice-prefeito eleito no cargo de Prefeito                         |
| 20                                                    | Moisemar Pires Coelho (Balsas, 1945– São Paulo, 14.08.2016)                   |                                                  | Partido da Frente Liberal PFL                          | 1º de janeiro de 1989   | 31 de dezembro de 1992                  | Prefeito eleito em sufrágio universal                             |
| 21                                                    | Heliodoro Sousa (Balsas, 09.08.1939–)                                         |                                                  | Partido Liberal PL                                     | 1º de janeiro de 1993   | 31 de dezembro de 1996                  | Prefeito eleito em sufrágio universal                             |
| 22                                                    | Luiz Alves Coelho Rocha (Lorena, 06.07.1937– São Luís, 08.03.2001)            |                                                  | Partido da Social Democracia Brasileira PSDB           | 1º de janeiro de 1997   | 31 de dezembro de 2000                  | Prefeito eleito em sufrágio universal                             |
| 23                                                    | Jonas Demito (Regente Feijó, 16.04.1951–)                                     |                                                  | Partido Democrático Trabalhista PDT                    | 1º de janeiro de 2001   | 31 de dezembro de 2004                  | Prefeito eleito em sufrágio universal                             |
| 24                                                    | Chico Coelho* (Balsas, 14.06.1949–)                                           |                                                  | Partido da Frente Liberal PFL                          | 1º de janeiro de 2005   | 31 de dezembro de 2008                  | Prefeito eleito em sufrágio universal                             |
| 24                                                    | Chico Coelho* (Balsas, 14.06.1949–)                                           | Partido do Movimento Democrático Brasileiro PMDB | 1º de janeiro de 2009                                  | 31 de dezembro de 2012  | Prefeito reeleito em sufrágio universal |                                                                   |
| 25                                                    | Luís Rocha Filho, Rocinha (São Luís, 03.06.1964–)                             |                                                  | Partido Socialista Brasileiro PSB                      | 1º de janeiro de 2013   | 31 de dezembro de 2016                  | Prefeito eleito em sufrágio universal                             |
| 26                                                    | Erik Augusto Costa e Silva (Balsas, 17.03.1973–)                              |                                                  | Partido Democrático Trabalhista PDT                    | 1º de janeiro de 2017   | 31 de dezembro de 2020                  | Prefeito eleito em sufrágio universal                             |
| 26                                                    | Erik Augusto Costa e Silva (Balsas, 17.03.1973–)                              | 1º de janeiro de 2021                            | Partido Democrático Trabalhista PDT                    | 31 de dezembro de 2024  | Prefeito reeleito em sufrágio universal |                                                                   |
| 27                                                    | Alan Douglas de Oliveira, Alan da Marissol (Pombal, 23.08.1981–)              |                                                  | Partido Renovação Democrática PRD                      | 1° de janeiro de 2025   | Atualidade                              | Prefeito eleito em sufrágio universal                             |

- Francisco de Assis Milhomem Coelho é filho do ex-prefeito Joaquim Coelho e Silva
- Luiz Rocha Filho é filho do ex-prefeito e ex-governador do Maranhão, Luiz Alves Coelho Rocha
- Erik Augusto Costa e Silva é filho do ex-prefeito José Bernardino Pereira da Silva